# Angel Dark
Pour les articles homonymes, voir Dark.
Angel Dark (de son vrai nom Viktoria Knezova, née à Sobrance en Slovaquie le 11 avril 1982) est une actrice pornographique slovaque.

## Biographie
Elle est découverte en 2002 par une assistante du réalisateur Pierre Woodman alors qu'elle était serveuse dans un bar. Travaillant d'abord en exclusivité pour ce dernier, elle choisit le pseudonyme d'Esmeralda. Une fois libérée de ce contrat un an plus tard, elle se décide pour le nom de scène définitif d'Angel Dark. Ce nom aurait deux raisons : Angel en l’honneur d'un fils qu’elle aurait abandonné à la naissance pour qu’il soit adopté et Dark pour son goût de la culture gothique.
Elle devient très rapidement l'une des stars du X européen grâce à une plastique remarquée pour sa grande taille, la beauté de ses seins ainsi que ses mensurations sculpturales. Elle joue dans de nombreux films hardcore où elle privilégie le sexe anal (sodomie et double pénétration) mais également le Gang Bang, bien qu'elle interprète également des scènes lesbiennes. Elle est remarquée aussi bien dans des scènes gonzos pour des studios réputés comme Evil Angel, que dans des films scénarisés produits par des compagnies prestigieuses : elle devient ainsi l’une des égéries du groupe Private et joue aussi pour Marc Dorcel.
Fin 2006, devant subir une intervention chirurgicale pour insuffisance rénale, elle décide de quitter le milieu de la pornographie. Elle effectue son retour sur les plateaux de tournages en mars 2010. Elle tourne alors beaucoup aux États-Unis. 
Elle interprète finalement plus de 200 scènes. Sa carrière fut récompensée par deux Hot d'or ainsi que le AVN Award de la Meilleure performeuse étrangère de l'année en 2011. Elle est de plus intronisée en 2020 dans le AVN Hall of Fame.
Elle a depuis quitté l'Europe et vit à Las Vegas. En 2021, elle tente un retour en marge du milieu de la pornographie en produisant elle-même ses scènes pornographiques.

## Filmographie sélective
1. Women Seeking Women 79 (2012)
2. Twistys Twisted Fantasies (2011)
3. Pin-up Girls 4 (2010)
4. Big Butts Like It Big 3 (2009) (V)
5. Top Ten 2 (2009) (V)
6. Actiongirls.com Volume 5 (2008) (V)
7. Private Specials 10: Smoking Sluts (2008) (V)
8. Hell Is Where the Party Is (2008) (V)
9. Big Butt Attack 2 (2008) (V)
10. Inter-Racial Payload (2008) (V)
11. Private Movies 44: Fuck TV (2008) (V) .... Angel
12. The Private Life of Sarah Twain (2008) (V)
13. Fucker Takes All (2007) (V) .... Whore
14. Der Spiegel deiner Leidenschaft (2007) (V)
15. Cabaret Berlin (2007) (V)
16. Private Movies 34: Basic Sexual Instinct (2007) (V) .... Sonia
17. First Class Nudes: Vol. 2 (2007) (V) .... Angel
18. An Angel & a Sweetheart (2007) (V)
19. Asscapades 3: Missionary Impossible (2007) (V)
20. Girls Just Want to Have Fun (2007) (V)
21. Give Me Pink (2007) (V)
22. Home Alone (2007) (V)
23. Mouth Watering Melons (2007) (V)
24. Private Black Label 55: Hi-Speed Sex 3 (2007) (V)
25. Private Gold 88: The Click, Remote Sex Control (2007) (V)
26. Private Gold 93: The Sexual Adventures of Little Red (2007) (V)
27. Private Movies 37: Porn in the City (2007) (V)
28. Private Movies 39: Dreams in White 3 (2007) (V)
29. Private XXX 37: Stars in Heat (2007) (V)
30. The Creamery (2007) (V)
31. The Creamery 2 (2007) (V)
32. The Private Life of Angel Dark (2007) (V)
33. Orgies carcérales (2006) (V)
34. All Star Strip Poker (2006) (VG)
35. Very Best of Priscila Sol (2006) (V)
36. Best of the Breasts (2006) (V)
37. Black Pipe Layers 5 (2006) (V)
38. Canibales sexuales 4 (2006) (V)
39. Euro Babes Gone Wild (2006) (V)
40. Face Pounders (2006) (V)
41. Fuck V.I.P. LSD (2006) (V)
42. Girly Gang Bang 7 (2006) (V)
43. Kelly's Lost Movie (2006) (V)
44. Nice Fuckin' Tits (2006) (V)
45. Planet Silver 2 (2006) (V)
46. Private Sex Positions (2006) (V)
47. Sonya & Priscila: Pornochic 9 (2006) (V)
48. Spunk'd 4 (2006) (V)
49. The Cream Team (2006) (V)
50. Seductive 4 (2005) (V)
51. FHM Adult Entertainment 2006 (2005) (V)
52. Apprentass 4 (2005) (V)
53. La soubrette (2005) (V)
54. Seductive 2 (2005) (V)
55. Private Tropical 18: Puerto Rican Affairs (2005) (V)
56. Shocking Stockings 2 (2005) (V)
57. Priscila: Premières jouissances (2005) (V)
58. What girls like - Pénétrations sauvages (2005) (V)
59. The Voyeur 29 (2005) (V)
60. All You Can Eat (2005) (V)
61. Amateur Angels 18 (2005) (V)
62. Anal Cavity Search (2005) (V)
63. Anal P.O.V. (2005) (V)
64. Anal Prostitutes on Video 2 (2005) (V)
65. Apprentass 3 (2005) (V)
66. Ass Breeder 2 (2005) (V)
67. Ass Fukt (2005) (V)
68. Ass Wide Open 3 (2005) (V)
69. Big Butt Brotha Lovers 5 (2005) (V)
70. Big Tit Brotha Lovers 6 (2005) (V)
71. Big Wet Asses 6 (2005) (V)
72. Black Inside Me (2005) (V)
73. Blistering Blowjobs 4 (2005) (V)
74. Butt Gallery 2 (2005) (V)
75. Camel Hoe's 4 (2005) (V)
76. Cum Buckets! 3 (2005) (V)
77. Cum on in 2 (2005) (V)
78. Extreme Hardcore Whores (2005) (V)
79. Exxxtraordinary Eurobabes 3 (2005) (V)
80. Fetish Desires (2005) (V)
81. Internal Anal Pleasures (2005) (V)
82. Just My Ass Please 4 (2005) (V)
83. Lady Lust (2005) (V)
84. Lusty Legs 4 (2005) (V)
85. Madame... (2005) (V)
86. Private Movies 18: Girls Night Out! (2005) (V)
87. Private Pearls: The Best Scenes of the Year 2005 (2005) (V)
88. Private Tropical 17: Fantasy Lagoon (2005) (V)
89. Private XXX 19: Chain Reaction (2005) (V)
90. Real Racks (2005) (V)
91. Robinson Crusoe on Sin Island (2005) (V) .... Annabel
92. Ma muse est une nympho (2005) (V)
93. Mémoires de chattes (2005) (V)
94. Spunk'd 2 (2005) (V)
95. Spunk'd 3 (2005) (V)
96. Sweet Cream Pies (2005) (V)
97. The Ass Watcher 4 (2005) (V)
98. The Best by Private 69: Ass to Mouth (2005) (V)
99. The Professianals 8 (2005) (V)
100. Travelling Czechs (2005) (V)
101. Truly Nice Tits 8: Breast Friends (2005) (V)
102. Vertige et pulsions (2005) (V)
103. What Gets You Off... 2 (2005) (V)
104. Your Mass in My Ass (2005) (V)
105. Euro Domination 2 (2004) (V)
106. Beautiful Girls 17 (2004) (V)
107. Crack Her Jack 3 (2004) (V)
108. Pick-Up Lines 79 (2004) (V)
109. Sport Babes 3 (2004) (V)
110. Garces en uniforme (2004) (V) (comme Dark Angel)
111. A.n.a.l. 4: Wrong Hole (2004) (V)
112. Apprentass (2004) (V)
113. Ass Crackin' 4 (2004) (V)
114. Assume the Position 3 (2004) (V)
115. Big Wet Tits 2 (2004) (V)
116. Circle of Deceit (2004) (V) (comme Esmeralda)
117. Crack Addict (2004) (V)
118. Cum Beggars (2004) (V)
119. Cumstains 3 (2004) (V)
120. Cum Swappers 2 (2004) (V)
121. Don't Tell My Daddy (2004) (V)
122. Double Parked 11: Bumper Stickers (2004) (V)
123. DP Fever 1 (2004) (V) .... Sightseer
124. From Prague with Passion (2004) (V)
125. Fuck Me (2004) (V)
126. Gaper Maker 3 (2004) (V)
127. Goo 4 Two (2004) (V)
128. Hardcore Models (2004) (V)
129. Hittin' Dat White Azz 4 (2004) (V) (comme Barbara)
130. Hustler: Manipulation 2 (2004) (V) (comme Esmeralda)
131. Internal Cumbustion 6 (2004) (V)
132. Just Fuckin' (2004) (V)
133. Legal Skin 16 (2004) (V)
134. LesBabez II (2004) (V)
135. LesBabez III (2004) (V)
136. Lex Steele XXX 4 (2004) (V)
137. L'immorale (2004) (V) (comme Angela Dark)
138. Little White Slave Girls 9 (2004) (V)
139. New Girls (2004) (V)
140. North Pole #48 (2004) (V)
141. Pole Position (2004) (V)
142. Pretty Chicks 2 (2004) (V)
143. Priscila, fièvre au peep show (2004) (V)
144. Pricila Vice et Prostitution (2004) (V)
145. Protection très rapprochée (2004) (V)
146. Pussy Worship (2004) (V)
147. Rayos XXX (2004) (V)
148. Road to Atlantis (2004) (V)
149. Road to Atlantis 2 (2004) (V)
150. Sex Tails 1 (2004) (V)
151. Share the Load (2004) (V)
152. Spunk'd (2004) (V)
153. The Art of Ass 3 (2004) (V)
154. The Professianals 5: No Ass Amateurs Allowed (2004) (V)
155. Totally D.P. 2 (2004) (V)
156. Fuck Attacks (2004) (V)
157. Up Yours! (2004) (V)
158. Wild on These (2004) (V)
159. World's Greatest Natural Tits (2004) (V) (comme Angela Dark)
160. Young, Dumb and Filled with Chocolate Cum 3 (2004) (V)
161. Ass Cleavage 3 (2003) (V)
162. Blow Me Sandwich 4 (2003) (V)
163. Double Decker Sandwich 3 (2003) (V)
164. Girl + Girl No. 5 (2003) (V)
165. Hustler Superfuckers 23 (2003) (V)
166. Leg Affair 4 (2003) (V)
167. Legal Skin 13 (2003) (V)
168. Private Casting X 48: Dorothy Lake (2003) (V)

## Récompenses
- 2011 : AVN Award - Female Foreign Performer of the Year[5]
- 2005 : Festival International de Cinéma Érotique de Barcelone : "meilleure starlette internationale"

Nominations
- 2006 : AVN Award -  Female Foreign Performer of the Year
- 2007 : AVN Award - Female Foreign Performer of the Year
- 2011 : XBIZ Awards - Foreign Female Performer of the Year